# Konstantinovi germanski in sarmatski pohodi
Konstantinovi germanski in sarmatski pohodi so bili boji, ki jih je vodil rimski cesar Konstantin I. proti sosednjim germanskim ljudstvom, vključno z Franki, Alemani in Goti ter proti sarmatskim Jazigom, vzdolž celotnega rimskega severnega obrambnega sistema za zaščito meja cesarstva, med leti 306 in 336.
Potem ko je po smrti svojega očeta Konstancija Klora (avgusta zahoda) leta 306 postal vladar zahodnih provinc vzdolž renskega limesa (leta 306), je Konstantin sprva osredotočil svoje sile na obrambo tega območja meje pred Franki in Alemanni, pri čemer je Augusta Treverorum postal njegova prva prestolnica v ta namen. Potem ko je leta 312 premagal uzurpatorja Maksencija v bitki pri Milvijskem mostu, je vsa Italija prešla pod Konstantinov nadzor in tako je postal edini Avgust Zahoda.
Februarja 313 je Konstantin (ki je zimo preživel v Rimu) sklenil zavezništvo z vzhodnim cesarjem Licinijem, okrepljeno z Licinijevo poroko s Konstantinovo sestro Flavijo Julijo Konstancijo. Vendar je to zavezništvo preživelo le nekaj let, preden sta se avgusta leta 316 spopadla. Konstantin je premagal Licinija, ki je bil prisiljen odstopiti Ilirik Konstantinu, vendar ne Trakije. Konstantin je s svojimi ozemeljskimi pridobitvami napredoval vedno bolj proti vzhodu, zdaj pa je moral braniti pomembno strateško regijo limes sarmaticus (od leta 317).
V naslednjih letih se je Konstantin večinoma ukvarjal s srednjim delom donavskega limesa, večinoma se je boril proti Sarmatom v Panoniji, skoraj neprekinjeno je prebival v Sirmiju do leta 324 (ko se je ponovno odpravil proti Liciniju), kar je postalo njegova prestolnica skupaj s Serdiko. V tem času je Konstantin pokazal tudi zelo aktivno vojaško nagnjenost, potoval je vzdolž celotnega limitesa svojega novo pridobljenega ozemlja. Od leta 320 je svojega najstarejšega sina Krispa imenoval za pretorijanskega prefekta, z vojaškim poveljstvom Galije.
Ko je izvedel, da je vojska Gotov prečkala Donavo, da bi napadla rimsko ozemlje v Spodnji Meziji in Trakiji, ki je pripadala cesarju Liciniju, je zapustil svoj generalni štab v Solunu in se odpravil proti njim (323). Dejstvo, da je vstopil v del cesarstva, ki ni bil pod njegovim nadzorom, je sprožilo zadnjo fazo državljanskih vojn tetrarhije, ki se je končala s popolnim porazom Licinija in posvetitvijo Konstantina za edinega rimskega cesarja.
V zadnjem obdobju Konstantinove vladavine, do njegove smrti (337), je krščanski cesar utrdil celoten obrambni sistem na Renu in Donavi, dosegel pomembne vojaške uspehe in ponovno vzpostavil nadzor nad velikim delom ozemlja, ki so ga Rimljani opustili pod Galienom in Avrelijanom: Agri decumates od Alemanov, območje južno od Tise od Sarmatov ter Oltenijo in Vlaško od Gotov.

## Zgodovinski kontekst
S smrtjo cesarja Numerijana novembra 284 (ki mu je oče Kar zaupal Vzhodno rimsko cesarstvo) in zavrnitvijo vzhodnih čet, da bi priznale Karovega najstarejšega sina Karina za njegovega naslednika, preizkušen general ilirskega porekla Dioklecijan pa je bil povzdignjen na prestol. Ob koncu državljanske vojne, ki je sledila, je Dioklecijan zmagal in leta 285 imenoval Maksimijana za svojega namestnika (ali cezarja), nekaj mesecev kasneje pa ga je povzdignil v čin avgusta (1. april 286), s čimer je oblikoval diarhijo, v kateri sta si dva cesarja razdelila vladavino imperija po geografskih linijah. To je vključevalo tudi delitev odgovornosti za obrambo severne meje pred germanskimi in sarmatskimi vpadi.
Glede na naraščajočo težavnost obvladovanja notranjih uporov in uporov ob mejah je bila leta 293 izvedena nadaljnja teritorialna delitev za lažje vojaške operacije: Dioklecijan je imenoval Galerija za svojega cezarja na vzhodu, medtem ko je Maksimijan izbral Konstancija Klora na zahodu.
Vendar pa je ta tetrarhija zašla v krizo le leto dni po abdikaciji obeh avgustov leta 305, kar je sprožilo novo državljansko vojno (306–324), ki je omogočila nove preboje vzdolž rimske zunanje meje, pri čemer so se prebivalci poskušali naseliti na rimskem ozemlju.
Šele s Konstantinovim prihodom na prestol, ko je po bitki pri Milvijskem mostu leta 312 postal edini avgust Zahoda in kasneje premagal Licinija ter ponovno združil imperij pod enim cesarjem (324), so bile severne meje ponovno ustrezno obranjene. Ni naključje, da se Konstantinu pripisuje odgovornost za izpopolnjevanje Dioklecijanovih vojaških reform in tudi za ponovno osvojitev ali vazalizacijo celotnega ozemlja, ki ga je nadzoroval Trajan.

### Ozadje: smrt Konstancija Klora
S smrtjo Konstancija Klora v Eboracumu (York) 25. julija 306 je tetrarhija zašla v krizo: najstarejšega sina mrtvega cesarja, Konstantina, je za avgusta razglasil alemanski general Hrok in vojska rimske Britanije. Njegova izvolitev je bila v skladu z dinastičnim načelom in ne z meritokratskim sistemom tetrarhije, ki ga je ustvaril Dioklecijan. Le Laktancij trdi, da je Konstantina za avgusta imenoval njegov oče na smrtni postelji. Galerij je bil nezadovoljen s tem dejanjem in je sinu svojega pokojnega kolega ponudil naslov cezarja, kar je Konstantin sprejel, kar je omogočilo Flaviju Severu, da je namesto njega nasledil njegovega očeta Konstancija. Nekaj mesecev kasneje je Maksencij, sin starega avgusta Maksimijan, bil razglašen za cesarja s strani pretorijanske garde s podporo uradnikov, kot so bili Marcelijan, Marcel in Lucijan (vendar ne Abelij, vikar prefekta mesta, ki je bil ubit), kar je potrdilo dinastično načelo. V tem obdobju je Konstantin začel dosegati pomembne vojaške uspehe proti Alemanom in Frankom vzdolž dela meje, ki mu je bila dodeljena, kot pripoveduje Evtropij.

## Sile na terenu

### Rimljani
Glede rimskih sil, nameščenih vzdolž celotnega severnega limitesa od Britanije do Mezije, je pomembno omeniti, da je v tem času prišlo do zelo pomembne reforme rimske vojske, nove razporeditve rimskih legij vzdolž meja in povečanja velikosti rimske vojske. Dejansko vemo, da je z Dioklecijanovimi reformami tetrarhije skupno število legij leta 300 naraslo na 55 ali 56. Konstantinov prihod na prestol in vrnitev dinastične monarhije sta prinesla končno povečanje števila rimskih legij na 62 ali 64 okoli leta 330.

### Barbari
Vzdolž renskega limesa so Franki in Sasi še posebej pritiskali na Galijo in Britanijo. Tudi Alemani so izvedli nekaj vpadov v te regije, vendar je bil glavni cilj njihovih napadov v tem času severna Italija preko Panonije (zahodni del donavskega limesa). Glavni spopadi so se zgodili vzdolž spodnje Donave v rimskih provincah balkanske regije, kjer so Markomani, Kvadi, Sarmati in še posebej Goti (razdeljeni na Tervinge in Greutinge) koncentrirali svoje napade.

## Faze konflikta

### Prva faza (306–316): obramba renskegalimesa
306Enaindvajsetletni Konstantin, ki ni mogel dobiti dovoljenja za obisk svojega bolnega očeta Konstancij Klora (avgust zahoda) od avgusta vzhoda, Galerija, na čigar dvoru je živel od Dioklecijanovih časov, se je spomladi tega leta odločil pobegniti. Svojega očeta je našel v Gesoriacumu (Boulogne-sur-Mer), ko je bil tik pred prečkanjem Rokavski preliv v Britanijo in se mu pridružil v uspešni vojaški kampanji proti Piktom in Škotom severno od Hadrijanovega zidu. Ko je njegov oče poleti umrl, so Konstantina 25. julija v Eboracumu razglasile za avgusta zahoda očetove zveste čete.
Mladi tetrarh pa je potreboval priznanje svoje izvolitve na cesarsko funkcijo, še posebej s strani Galerija, najstarejšega med avgusti. Galerij je imel raje svojega prijatelja in tovariša v orožju Licinija, kot Konstantina. Sočen z fait accompli in ob "odcepitvi" Galije in Britanije, se je Galerij skliceval na precedens in imenoval nekdanjega cezarja, Flavija Severa, za novega avgusta z nadzorom nad Italijo, Afriko in Španijo ter Konstantina priznal le kot cezarja. Konstantin je to prostovoljno sprejel in jeseni istega leta se je vrnil v Augusta Treverorum (Trier), od koder je lažje nadzoroval galsko mejo, ki so jo ogrožali Franki. To pomembno območje limesa je branil naslednjih šest let, celotno cesarsko dvor pa je preselil v Trier in ga preoblikoval v svojo prestolnico (s približno 80.000 prebivalci), leta 310 pa je zgradil impozantno Aula Palatina. V teh letih ni le okrepil obrambe te regije pred nenehnimi vpadi barbarov, ampak je tudi okrepil sile pod svojim nadzorom, in je krepil svoje sile z ustanavljanjem novih legij.
307V začetku pomladi je Konstantin načrtoval novo kampanjo na germanskem ozemlju. Ugotovil je, da se mora soočiti s Franki, Hamavi, Brukteri, Heruski in Alemani. Mladi cesar je bil vzgojen na vojaškem poligonu vzhoda s strani Dioklecijana in Galerija in je kljub svoji mladosti vodil vojno z odločnostjo in energijo, ki je njegov oče v preteklih letih ni mogel zbrati. Med vojaškimi operacijami je dosegel pomembne uspehe, saj mu je uspelo močno premagati Franke, ki so prejšnje leto vdrli na rimsko ozemlje vzhodno od Rena. Poročajo, da je Konstantin, medtem ko so Franki načrtovali prečkanje Spodnjega Rena, hitro prečkal reko na drugem mestu in presenetil sovražnika z nepričakovanim napadom, kar je preprečilo nov vdor. Mnogi Franki so bili ubiti, ujeti ali zasužnjeni – nekateri od teh so bili zaposleni kot gladiatorji. Vsa njihova živina je bila zasežena in njihove vasi so bile požgane do tal. Kot rezultat teh uspehov je Konstantin ob koncu leta prejel cognomen Germanicus Maximus. Med to kampanjo in tistimi, ki so ji sledile, je Konstantin morda uporabljal legionarsko trdnjavo Castra Vetera kot bazo in dolino reke Lippe (kot je bilo storjeno v času Avgusta in ponovno petdeset let kasneje pod Julijanom) kot invazijsko pot, s katero je obšel sovražnika, ki se je nahajal severno od te velike reke in ga ujel od zadaj, potem ko je opustošil njihovo ozemlje.
308Konstantin je v celotnem letu dosegel nadaljnje uspehe proti Brukterom, za kar je ponovno prejel naziv Germanicus Maximus.
Ob koncu te nove vojaške kampanje proti Frankom je Konstantin zgradil pomembno "mostišče" Divitia (današnji Deutz, Köln) na nemškem ozemlju nasproti Colonia Agrippina (Kölnu).
310Konstantin je ponovno dosegel pomembne vojaške uspehe proti Alemanom in Frankom, katerih kralja naj bi ujel in ga dal zverem v amfiteatru. Med to kampanjo proti Frankom je Konstantin dodal veličasten most pri Divitii, dolg 420 metrov in širok 10 metrov.
Medtem pa se je Maksimijan uprl in Konstantin je moral prekiniti svojo kampanjo proti Frankom, hitro je odkorakal v južno Galijo, kjer je ujel Maksimijana in ga prisilil k samomoru.
311S smrtjo Galerija je tetrarhija postajala vse bolj nestabilna. Verjetno zaradi tega tisto leto ni bilo nobenih kampanj proti Germanom onkraj Rena. Nasprotno, Konstantin je renske limese še naprej utrjeval z novimi gradnjami (kot pri Haus Bürgel na desnem bregu reke, 30 km severno od Divitie, ali vzdolž cest, ki vodijo od Colonia Agrippina (Kölna) do Augusta Treverorum (Trierja)) in z okrepitvijo obstoječih utrdb. Ker je bila pomožna trdnjava Noviomagus Batavorum (Nijmegen) očitno opuščena konec tretjega stoletja, je Konstantin zgradil dve novi utrdbi na tem območju: pri Valkhof (na bregovih reke Waal) in še eno ob obali pri Valkenburgu, južna Holandija (blizu Hooka).
312Konstantin je zbral ogromno vojsko, vključno z barbari iz nedavnih vojn (germanska ljudstva in Kelti, pripeljanimi iz Britanije), in jo popeljal v Italijo, premagal svojega tekmeca Maksencija pri |Torinu, Veroni in končno pri Milvijskem mostu. Konstantin je tako postal edini vladar Zahoda. Vzhodna polovica je naslednje leto prišla pod nadzor Licinija, s katerim je Konstantin sklenil zakonsko zvezo preko svoje sestre.
313V tem času je Konstantin izvedel še eno vojaško kampanjo proti Frankom in Alemanom v Galiji, ki je trajala do konca poletja. Pretvarjajoč se, da bo prečkal reko, je sledil svoji prejšnji poti, marširal proti Alemanom, nato pa se je obrnil in napadel Franke s hitro floto. Opustošil je njihova ozemlja in ujel enega od njihovih kraljev. Takoj zatem se je vrnil in opustošil tudi ozemlja Alemanov, kampanja, ki je bila obeležena na kovancih tega leta, ki slavijo GAVDIVM ROMANORVM ALAMANNIA.
314–315Konstantin je ponovno postavil Augusto Treverorum (Trier) za svoj generalni štab za ti dve leti, da bi imel večji nadzor nad rensko mejo, ponovno uredil stvari proti morebitnim vpadom Frankov in Alemanov ter nadaljeval z utrdbenimi deli. Julija 315 je zapustil mejo, da bi odpotoval v Rim in proslavil svoj triumf za bitko pri Milvijskem mostu.
316–317Prišlo je do spora med Licinijem in Konstantinom, ki je prvega premagal pri Cibalah in Mardiji. V naslednjem mirovnem sporazumu je bil Licinij prisiljen odstopiti Ilirik Konstantinu. Konstantin je s tem razširil svoje ozemlje na vzhod in imel zdaj še en pomemben strateški sektor za obrambo: limes sarmaticus (ali panonicus), imenovan tudi Panonski limes, kjer se je prej boril leta 305, kot uradnik Galerija, in mu je uspelo premagati barbarskega vojskovodjo v dvoboju.

### Druga faza (317–324): obrambalimesa pannonicus-sarmaticus
317–319Po zgoraj opisanih dogodkih se je Konstantin boril proti Sarmatom na panonskem delu limesa, s čimer si je prvič prislužil zmagovalni naslov Sarmaticus Maximus, kot kaže napis, najden v Mavretaniji. kar Mócsyju kaže, da je ostal v Sirmiju skoraj neprekinjeno do leta 324 (ko so se njegove vojske premaknile proti Liciniju), in ga uporabljal kot svojo prestolnico. Tudi Horst trdi, da sta bili njegovi najljubši cesarski rezidenci v obdobju med 317 in 323 Serdika in Sirmij.
V tem letu je Konstantin ponovno pokazal aktivno zanimanje za vojaške dejavnosti, saj je pogosto potoval po celotnem limesu ozemelj, ki jih je pridobil z mirom v Serdiki (marec 317). Pregledal je garnizije Panonije Inferior, nadzoroval njihovo popravilo in gradnjo novih mostišč proti ravnini reke tise, da bi se soočil z nevarnostjo barbarov onkraj rimskih meja (Jazigov in Gotov). Okrepil je rečne flote Donave, Save, Drine in Morave, pa tudi pomorske flote Jadranskega in Egejskega morja, s krepitvijo pristanišč Aquileia, Pireus in Solun (nekdanja Galerijeva prestolnica) z gradnjo arzenalov, ladjedelnic in gradnjo nadaljnjih pomorskih enot. Jasno je, da bi se ta dela obnove in utrjevanja lahko uporabila ne le proti barbarom, ampak tudi nekega dne proti Liciniju.
320Konstantinov najstarejši sin Crispus (star petnajst let in zato spremljan s prefektom), je prejel vojaško poveljstvo Galije in v tekočem letu vodil vojaške kampanje ob Renu, dosegel je zmage nad Franki in Alemani.
322Konstantinu je uspelo odbiti novo invazijo Sarmatov in Jazigov v Panonijo. Potem je Konstantin morda začel graditi nov odsek obmejnih utrdb, tako imenovane "Hudičeve nasipe", ki so bili sestavljeni iz niza nasipov, obrnjenih proti severu, ki so se začeli ob Donavi pri Akvinkumu, se usmerili proti Tisi, nato pa zavili proti jugu proti reki Mureş, prečkali Banat in dosegli Donavo pri Viminaciumu (možno je, da je ta gradnja nadaljevala prejšnje delo pod Dioklecijanom). V skladu s tem je kovanje tega in naslednjega leta razglasilo SARMATIA DEVICTA ("Sarmatija premagana") in Konstantina drugič imenovalo "Sarmaticus Maximus".
Po mnenju nekaterih zgodovinarjev sta se obleganje Kampone in kasnejša bitka pri Margumu med Konstantinom in Sarmati odvijali v tem letu ali leta 321, namesto leta 323 (spodaj).
323Še enkrat je Konstantin uspel odbiti invazijo sarmatskih Jazigov, kot se zdi, da potrjuje Zosimus, čeprav je morda združil ali zamenjal sarmatske invazije dveh ločenih let, ki so neuspešno oblegale naselje v Spodnji Panoniji, prepoznavno kot Campona (pomožna utrdba, ki se nahaja v sodobnem Budimpešta-Nagytétény), malo južno od legijske trdnjave Akvinkum.
... Sarmati so najprej napadli mesto, ki je imelo stalno garnizijo, kjer je bil del zidu blizu tal zgrajen iz kamna, zgornji deli pa iz lesa (kar bi lahko bila Campona). Sarmati so mislili, da lahko mesto zlahka osvojijo, če bi lahko zažgali leseni del zidu, zato so zanetili ogenj in streljali na ljudi na zidovih. Toda medtem ko so ti ljudje vračali ogenj z sulicami in puščicami, jih je Konstantin napadel od zadaj, jih presenetil, ubil mnoge in zajel številne ujetnike, medtem ko so preživeli pobegnili..— Zosimus, Nova zgodovina, 2.21.1–2.
Hkrati so se Goti Rausimoda odločili prečkati Donavo (nižje po toku) in poskušali napasti rimsko ozemlje Spodnje Mezije in Trakije. Ko je bil o tem obveščen, je Konstantin zapustil svoj generalni štab v Solunu in se odpravil proti njim. Ko so Goti slišali za prihod cesarja, so se odločili umakniti v Vlaško, vendar je Konstantin prečkal Ister blizu Marguma, dosegel gotske napadalce in jih pobil v bitki, ki je sledila, ter uspel ubiti Rausimoda.
Konstantin [...] je prečkal Ister in ga napadel [tj. Rausimoda] medtem ko je bežal proti gosto poraslemu hribu. Ubil je veliko barbarov, vključno z Rausimodom samim, in nato zajel še veliko več. Vzel je to množico, ki je takoj dvignila roke v predajo, in se z njimi vrnil v svoj generalni štab. Ko jih je namestil v mestih [še posebej v Bononiji] se je vrnil v Solun.— Zosimus, Nova zgodovina, 2.21.3 & 22.1.
Barbari so zahtevali mir in Konstantin je kljub temu vodil vojsko v dele cesarstva, ki niso bili pod njegovo pristojnostjo (tj. Mezija), ampak pod pristojnostjo drugega avgusta, Licinija – s tem je sprožil novo državljansko vojno med Konstantinom in Licinijem. Kovanci so še naprej slavili Sarmatia devicta.
324Državljanska vojna, ki je sledila, je prinesla popoln poraz Licinija in Konstantinovo posvetitev za edinega avgusta. Spominjajoč se nedavne vojne z Goti, se je Konstantin odločil zgraditi nekaj kamnitih mostov, da bi prestrašil barbare severno od Donave: enega, ki je povezovaOescus]] z novo utrdbo Sucidava na severnem bregu Donave, in drugega, ki je povezoval Transmarisca z utrdbo Constantiana Daphne, ki je bila prav tako na severnem bregu Donave. Vendar pa ne moremo izključiti možnosti, da gradnja teh novih utrdb sega v poznejše gotske kampanje med letoma 326 in 329.

### Tretja faza (324–337): obrambalimes gothicusin "ponovna osvojitev" Dakije
V tej novi fazi je Konstantin, zdaj edini monarh Rimskega imperija, ne le uspel utrditi celoten obrambni sistem vzdolž Rena in Donave, ampak je dosegel tudi pomembne vojaške uspehe in ponovno pridobil "nadzor" nad dobrim delom ozemelj, ki sta jih zapustila Galien in Avrelijan. To je vključevalo Agri decumates od Alemanov, ravnino južno od Tise (Banat) od Sarmatov ter Oltenijo in Vlaško od Gotov. Te pridobitve so očitno dokazane z numizmatiko tega obdobja in z novimi obrambnimi gradnjami ("Hudičevi nasipi" in "Brazda lui Novac"). Poleg tega je v tem obdobju Konstantin izvedel novo serijo reform, ki so dopolnjevale tiste, ki jih je začel približno štirideset let prej Dioklecijan. Ta proces je bil postopoma zaključen v zadnjih trinajstih letih njegovega vladanja (324–337, leto njegove smrti).
324/325V teh dveh letih so bile izvedene nove vojaške kampanje proti zvezi Alemanov, ki jih je vodil Konstantinov sin Krisp, kar je bilo proslavljeno s kovanci z napisom "Alemannia devicta (Alemanija osvojena"). Od tega časa je Konstantin začel uporabljati Nikomedijo ter Serdiko in Sirmij kot svoje prednostne cesarske rezidence.
328-331/332Ponovno je Konstantin, skupaj s svojim sinom Konstantinom II. bil prisiljen posredovati na Zgornjem Renu, da bi premagal Alemane, ki so poskušali vdreti na galsko ozemlje. Zdi se, da je ta vojna trajala mnogo let, saj so sinovi cesarji prejeli naslov Alamannicus Maximus šele leta 331/2.
328 V tem letu se zdi, da je prišlo do novih spopadov z Germani, Sarmati in Goti na srednjem in spodnjem Donavu in da je bil Konstantin prisiljen ponovno prečkati Ister, zgradil je utrjen most (med Oescusom in Sucidavo), da bi vojno prenesel na barbarsko ozemlje, tako da je bila cesta, ki je vodila do Romulae, tlakovana. Opustošil je lokalno ozemlje in zasužnjil prebivalce, po pripovedi Teofana Spovednika.
329Naslednje leto so Goti vzdolž spodnjega Donava prešli v ofenzivo, uspelo jim je prodreti v Spodnjo Mezijo in Trakijo, kjer so povzročili opustošenje, vendar je Konstantinu uspelo odbiti barbarske horde, zgraditi nov most v Scythia Minor in napasti njihovo ozemlje, kot je zabeleženo v njegovi titulaturi za ta leta in v Anonymus Valesianus. Ob koncu te kampanje ali tiste iz prejšnjega leta se zdi, da je prejel naslov Germanicus Maximus četrtič in naslov Gothicus Maximus prvič.
331/332 Vizigoti, ki so nadlegovali zavezniške Sarmate, so vdrli na njihovo ozemlje in nato balkanske province Rimljanov, so bili poraženi blizu sodobnega mesta Varna (Bolgarija), s strani Konstantina in njegovega šestnajstletnega cezarja Konstantina II. Poročajo, da so mraz, lakota in bitka vzeli življenja 100.000 Gotov. Preživeli so bili prisiljeni prositi cesarja za mir, predali so talce, vključno s kraljevim sinom Ariarcom kot jamstvo, ter kontingent pomožnih enot v zameno za seme in žito. Najpomembneje je, da je bila s temi ljudmi sklenjena pogodba (foedus), po kateri so bili Goti (verjetno Vizigoti) zaposleni za obrambo cesarske meje in zagotavljanje 40.000 vojakov. Ta mir je trajal do časa Julijana ali celo do 375/376. Za te uspehe je drugič prejel zmagovalni naslov Gothicus Maximus, kot tudi "Debellator gentium barbararum" ("Osvajalec barbarskih ljudstev") in kovanci iz let 332 in 333 so poimenovali GOTHIA in SARMATIA, kot da bi postali novi rimski provinci. Takoj po teh dogodkih je cesar Konstantin morda začel graditi nov odsek obmejnih obrambnih zidov, tako imenovano "Brazda lui Novac", ki poteka vzporedno s severnim bregom Donave od Drobete, čez ravnino vzhodne Vlaške do reke Siret, obkroža na novo "ponovno osvojena" ozemlja. Ne naključno Avrelij Viktor pripoveduje, da je bil na Donavi zgrajen most (ki se nanaša na most, zgrajen leta 328), kot tudi številne utrdbe in stolpe na različnih lokacijah za zaščito meja.
334 Dve leti pozneje so isti Sarmati, ki so prosili za "prijateljsko" posredovanje Rimljanov, cesarju povzročili nove težave, ko so bili razdeljeni z notranjim konfliktom med Limiganti in Argaraganti. Pravijo, da so sužnji (Limiganti) pregnali svoje gospodarje (Argaraganti) iz Banata, kar je prisililo Konstantina k vojaškemu posredovanju, da bi naselil ogromno množico "beguncev" (domnevno 300.000 ljudi) v Scythia Minor, Italijo, Makedonija, Trakijo, Gornjo Mezijo in Panonijo Sekundo. Nekateri pa trdijo, da je Konstantin sprožil novo vojaško kampanjo na ravnino južno od Tise, da bi vzpostavil red med sprtimi frakcijami, na koncu katere je Konstantin tretjič prejel zmagovalni naslov Sarmaticus Maximus. Konec koncev obstajajo arheološki namigi, da je Konstantin zasedel del banatskih gora, vzdolž "starih" rimskih cest, ki so sedemnajst let prej vodile od Dierne in Lederate do Tibiscuma.
okoli 335Jordanes pripoveduje o dogodku, ki ga je mogoče datirati v to obdobje, v katerem so se Vandali kralja Visimarja, ki so prebivali v regiji med rekama Marisus in Donavo (morda malo severozahodno od Banata), spopadli z Goti kralja Geberica in bili poraženi. Preživeli so prosili Konstantina, da bi jim bilo dovoljeno vstopiti na rimsko ozemlje, dobili so dovoljenje in se naselili v Spodnji Panoniji, kjer so ostali v miru približno štirideset let, "upoštevajoč zakone cesarstva kot drugi prebivalci regije."
336Cesar Konstantin je dosegel nove uspehe onkraj Donave na ozemljih, ki so bila nekoč rimska provinca Dakija (ki jo je opustil Avrelijan), in prejel častni naziv "Dacicus Maximus". Ne more biti naključje, da napis, najden blizu nekdanje legionarne trdnjave Apulum (današnja Alba Iulia), omenja žensko po imenu Ulpia Constantia (kar odraža povezave s Trajanom in Konstantinom). To bi lahko resno podprlo trditev cesarja Julijana, da je Konstantin ponovno osvojil vsa ozemlja, ki jih je nadzoroval Trajan – kar je vključevalo Dakijo.

## Rezultati
Ravnotežje ob spodnjem toku Donave, po vseh kampanjah Konstantina in njegovih sinov, je ostalo skoraj nespremenjeno do okoli leta 375. Cesarjeva pozornost se je obrnila na vzhod, kjer so potekale priprave na neizbežno vojaško kampanjo proti Sasanidom, ki je Konstantin zaradi svoje smrti maja 337 nikoli ni izvedel. Petindvajset let so se rimske vojske Konstancija II. in nato Julijana borile proti sasanidskim vojskam z različnim uspehom (337–363). Vendar sta Spodnja Donava in vzhodne meje ostali skoraj trideset let praktično nespremenjeni.

### Primarni viri
- Ammianus Marcellinus, Res Gestae; Latin text and English translation.
- Anonymus Valesianus, Book 5; Latin text and English translation.
- Aurelius Victor, Epitome de Caesaribus and De Vita et Moribus Imperatorum Romanorum; Latin text and English translation.
- Corpus Inscriptionum Latinarum; Website on the Latin inscriptions.
- Eusebius of Caesarea, Life of Constantine.
- Eutropius, Breviarium historiae romanae (Latin Text), 9–10 .
- Julian, De Caesaribus.
- Jordanes, De origine actibusque Getarum; Latin text.
- Lactantius, De mortibus persecutorum, 26; Latin text.
- Orosius, Historiarum adversus paganos libri septem, book 7 Latin text.
- Panegyrici latini, 7 & 10 Latin text.
- Roman Imperial Coinage, VII.
- Sozomen, Ecclesiastica Historia, Book 1.
- Theophanes the Confessor, Chronographia.
- Zosimus, New History, Books 1–2.

### Sodobni viri
- Radu Ardevan & Livio Zerbini, La Dacia romana, Soveria Mannelli 2007. ISBN 978-88-498-1827-7
- Barnes, Timothy D. (1976). »Victories of Constantine«. Zeitschrift für Papyrologie und Epigraphik. 20.
- Barnes, Timothy (1981). Constantine and Eusebius. Cambridge: MA Harvard University Press. ISBN 978-0-674-16531-1.
- Barnes, Timothy (1982). The New Empire of Diocletian and Constantine. Cambridge: MA Harvard University Press. ISBN 0-7837-2221-4.
- Baroni, Anselmo (2009). Cronologia della storia romana dal 235 al 476. Milano: Storia Einaudi dei Greci e dei Romani, vol.19.
- Cameron, Averil (1995). Il tardo impero romano. Milano. ISBN 88-15-04887-1.
- Carrié, Jean-Michel (2008). Eserciti e strategie. Milano: in Storia dei Greci e dei Romani, vol.18, La Roma tardo-antica, per una preistoria dell'idea di Europa.
- González, Julio Rodríguez (2003). Historia de las legiones Romanas. Madrid.
- Grant, Michel (1984). Gli imperatori romani, storia e segreti. Roma. ISBN 88-541-0202-4.
- Horst, Eberhard (1987). Costantino il Grande. Milano.
- Jones, Arnold Hugh Martin (1986). The Later Roman Empire: 284-602. Baltimora. ISBN 0-8018-3285-3.
- Le Bohec, Yann (2008). Armi e guerrieri di Roma antica. Da Diocleziano alla caduta dell'impero. Roma. ISBN 978-88-430-4677-5.
- Maxfield, V.A. (1989). L'Europa continentale. Roma-Bari: in Il mondo di Roma imperiale edited by J. Wacher.
- Mazzarino, Santo (1973). L'impero romano. Bari. ISBN 88-420-2377-9. ISBN 88-420-2401-5.
- Mócsy, András (1974). Pannonia and Upper Moesia. Londra.
- Oliva, Pavel (1962). Pannonia and the onset of crisis in the roman empire. Praga.
- Rémondon, Roger (1975). La crisi dell'impero romano, da Marco Aurelio ad Anastasio. Milano.
- Scarre, Chris (1999). Chronicle of the roman emperors. New York. ISBN 0-500-05077-5.
- Schönberger, H. (1969). »The Roman Frontier in Germany: an Archaeological Survey«. Journal of Roman Studies. 59 (1/2): 144–197. doi:10.2307/299853. JSTOR 299853. S2CID 162006975.
- Southern, Pat (2001). The Roman Empire: from Severus to Constantine. Londra & New York. ISBN 0-415-23944-3.
- Whittaker, C.R. (1997). Frontiers of the Roman empire. A social and economic study. Baltimora & London.
- Williams, Stephen (1995). Diocleziano. Un autocrate riformatore. Genova. ISBN 88-7545-659-3.

## Sorodne povezave
- Konstantin I.
  - Krispus
  - Konstantin II.
  - Konstancij II.
  - Konstans I.
- Limes
- Germanska ljudstva
  - Alemani
  - Franki
  - Goti
- Sarmati
  - Jazigi